# Beregi Dóra
Beregi Dóra (született: Dorothea Berger, Budapest, 1915. augusztus 8. – Sydney, 2011. február 8.) magyar származású, angol-magyar világbajnok asztaliteniszezőnő.

## Sportpályafutása
Dorothea Berger néven született. Később változtatta nevét a magyaros hangzású Beregi Dórára. Gál Magdával párosban magyar bajnok volt 1937-ben. Egy évvel később megvédte címét, ezúttal Ferenczy Ida oldalán, míg vegyes párosban is aranyérmes lett Barna Viktorral egy csapatot alkotva. Az 1938-as asztalitenisz-világbajnokságon Ferenczy Idával döntőbe jutottak a párosok versenyében.
1939-ben Angliába költözött, majd két évvel később Dora Beregi néven férjhez ment, így pedig állampolgárságot szerzett, és ezt követően az angol válogatottban szerepelt.
1947-48-ban hatodik volt a Nemzetközi Asztalitenisz-szövetség világranglistáján.
1948-ban és 1950-ben angol színekben vett részt a világbajnokságon, és mindkét alkalommal aranyérmet nyert a párosok versenyében.
1950-ben Ausztráliába költözött, 1951 szeptemberében ő nyerte meg az Australian Open versenyét Adelaide-ben. 1955-ben hagyott fel a versenyszerű sportolással és az országban telepedett le.